# Saint-Sauveur (Côte-d’Or)
Saint-Sauveur – miejscowość i gmina we Francji, w regionie Burgundia-Franche-Comté, w departamencie Côte-d’Or.
Według danych na rok 1990 gminę zamieszkiwało 171 osób, a gęstość zaludnienia wynosiła 18 osób/km² (wśród 2044 gmin Burgundii Saint-Sauveur plasuje się na 740. miejscu pod względem liczby ludności, natomiast pod względem powierzchni na miejscu 960.).